# AaB Fodbold
AaB Fodbold är fotbollssektionen i idrottsklubben Aalborg Boldspilklub af 1885 i Ålborg i Danmark, vilken grundades 1885.

## Ligaguld och Champions League-spel
Säsongen 2007/08 blev AaB danska ligamästare i fotboll. Med den svenska tränaren Erik Hamrén och spelaren Andreas Johansson tog klubben en klar seger i ligan med nästan ett dussin poäng ned till närmsta motståndare. I det efterföljande kvalet till Uefa Champions League säsongen 2008/09 lyckades AaB kvala sig in och nådde huvudturneringens gruppspel där man slutade trea, vilket gav en fortsättning i Uefacupen samma säsong där klubben skrällde med en seger mot den spanska klubben Deportivo de La Coruña, men i omgången efter föll man med liten marginal mot Manchester City.

## Spelare

### Spelartrupp
| Nr | Land          | Pos | Namn                |
| -- | ------------- | --- | ------------------- |
| 1  | Kroatien      | MV  | Josip Posavec       |
| 2  | Danmark       | F   | Kristoffer Pallesen |
| 3  | Danmark       | F   | Jakob Ahlmann       |
| 4  | Nederländerna | F   | Lars Kramer         |
| 5  | Norge         | F   | Daniel Granli       |
| 6  | Portugal      | MF  | Pedro Ferreira      |
| 7  | Brasilien     | MF  | Allan Sousa         |
| 8  | Norge         | MF  | Iver Fossum         |
| 9  | Serbien       | A   | Milan Makarić       |
| 10 | Danmark       | MF  | Lucas Andersen      |
| 14 | Danmark       | MF  | Malthe Højholt      |
| 16 | Frankrike     | F   | Yahya Nadrani       |

| Nr | Land     | Pos | Namn                                        |
| -- | -------- | --- | ------------------------------------------- |
| 18 | Danmark  | MF  | Louka Prip                                  |
| 19 | Danmark  | A   | Anosike Ementa                              |
| 22 | Danmark  | MV  | Theo Sander                                 |
| 23 | Danmark  | MF  | Younes Bakiz                                |
| 25 | Danmark  | F   | Andreas Poulsen                             |
| 28 | Danmark  | MF  | Jeppe Pedersen                              |
| 29 | Danmark  | A   | Marco Ramkilde                              |
| 31 | Danmark  | MF  | Anders Noshe                                |
| 32 | Tyskland | F   | Kilian Ludewig (lån från Red Bull Salzburg) |
| 38 | Danmark  | A   | Oliver Ross                                 |
| 39 | Danmark  | A   | Kasper Høgh                                 |
| 41 | Sverige  | MV  | Oscar Linnér                                |

### Utlånade spelare
| Nr | Land    | Pos | Namn                                                     |
| -- | ------- | --- | -------------------------------------------------------- |
|    | Danmark | F   | Anders Hagelskjær (i Sarpsborg 08 till 31 december 2022) |
|    | Danmark | MF  | Marcus Hannesbo (i AC Horsens till 30 juni 2023)         |
|    | Danmark | MF  | Oliver Klitten (i FC Helsingør till 30 juni 2023)        |

| Nr | Land    | Pos | Namn                                                 |
| -- | ------- | --- | ---------------------------------------------------- |
|    | Uganda  | MF  | Robert Kakeeto (i Middelfart G&BK till 30 juni 2023) |
|    | Sverige | A   | Tim Prica (i WSG Tirol till 30 juni 2023)            |

### Svenska spelare
- Dan Sahlin (1998)
- Jozo Matovac (1998–2000)
- Anders Andersson (1998–2001)
- Klebér Saarenpää (2000–2004)
- Martin Ericsson (2004–2005)
- Kristoffer Arvhage (2004)
- Mattias Lindström (2005–2007)
- Daniel Hoch (2006)
- Rade Prica (2006–2007)
- Andreas Johansson (2007–2010)
- Lars "Lasse" Nilsson (2008)
- Ivo Vazgeč (2008)
- Louay Chanko (2009–2011)
- Abbas Hassan (2009)
- Jones Kusi-Asare (2010)
- Rasmus Jönsson (2013–2016)
- Andreas Blomqvist (2015)
- Markus Holgersson (2016–2017)
- Jacob Rinne (2017–2022)
- Oscar Hiljemark (2020–2021)
- Tim Prica (2020–2024)

### Pensionerade nummer
12 –  Torben Boye, försvarare (1984–2001)

## Tränare
- Peter Rudbæk (1983–1989)
- Poul Erik Andreasen (1990–1995)
- Sepp Piontek (1995–1996)
- Per Westergaard (1996–1997)
- Lars Søndergaard (1997–1998)
- Hans Backe (1998–2000)
- Peter Rudbæk (2000–2002)
- Poul Erik Andreasen (2002–2003)
- Søren Kusk (2003)
- Erik Hamrén (2004–2008)
- Bruce Rioch (2008)
- Allan Kuhn (interim) (2008)
- Magnus Pehrsson (2009–2010)
- Kent Nielsen (2010–2015)
- Lars Søndergaard (2015–2016)
- Morten Wieghorst (2017–2018)
- Jacob Friis (2018–2020)
- Peter Feher (interim) (2020)
- Martí Cifuentes (2021–2022)
- Oscar Hiljemark (interim) (2022)
- Lars Friis (2022)
- Erik Hamrén (2022–2023)
- Oscar Hiljemark (2023–2024)
- Mathias Haugaasen (interim) (2024)
- Menno van Dam (2024–)